# Essingen (Luksemburg)
Essingen (lb. Essen) – wieś (Uertschaft) w środkowym Luksemburgu, w kantonie Mersch, w gminie Mersch. Do 3 października 2015 miejscowość leżała w dystrykcie Luksemburg. Liczy 21 mieszkańców (31 grudnia 2022). 